# Sänke

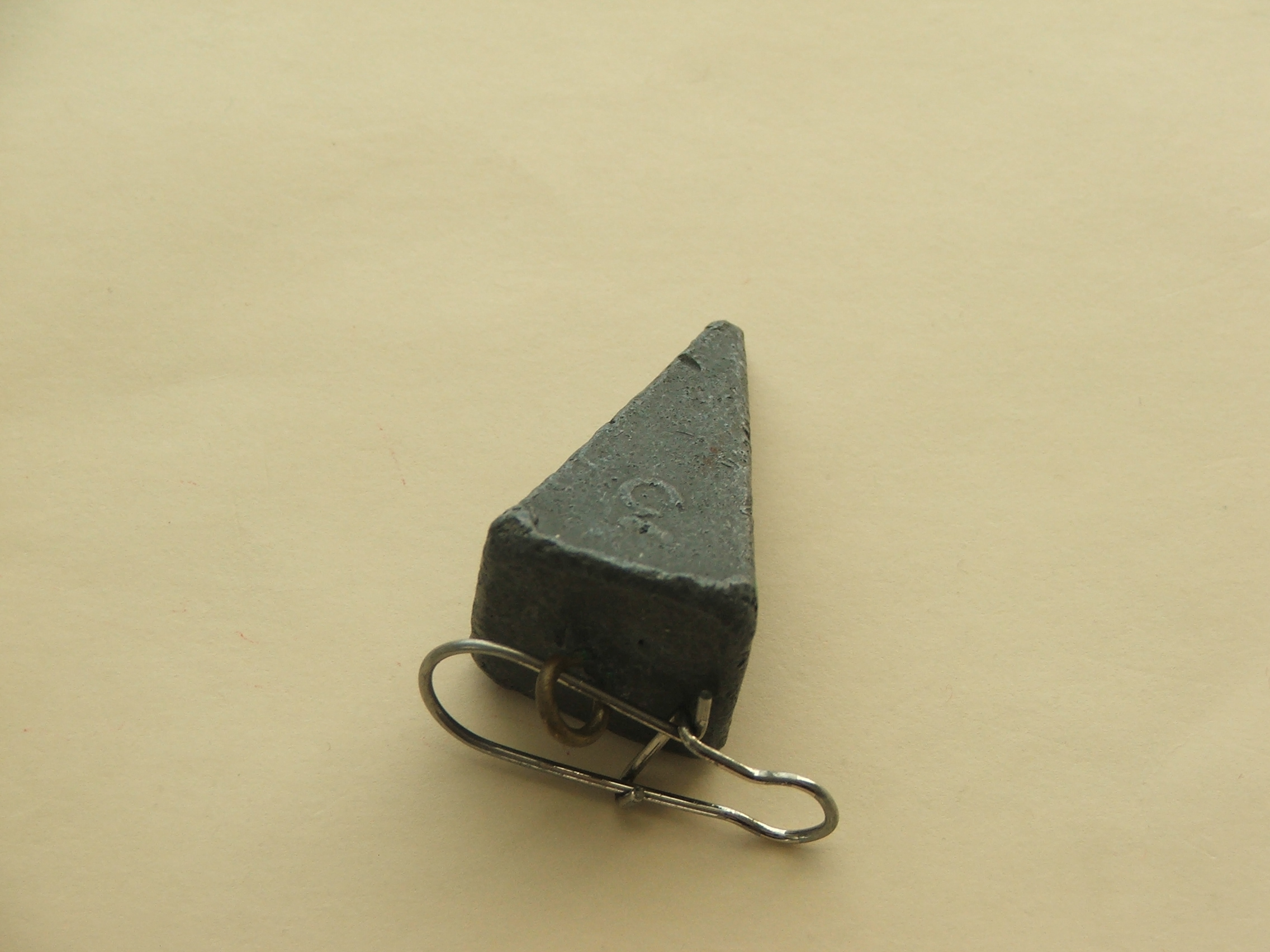
Ett sänke av bly.

Sänke är en tyngd gjord för låta "sänka" något (få att sjunka) i vatten. De är oftast gjorda av bly eller sten, i det senare fallet även kallad sänksten, och används bland annat vid fiske, till exempel för att hålla ner metspöets lina eller ett fiskenät. De används även vid tungdykning för att hålla dykaren på botten.
På senare tid har diskussioner uppkommit om man ska förbjuda sänken av bly, på grund av deras giftighet.
Ordet "sänke" är belagt i svenska språket sedan 1635.